# Piper divaricatum
Piper divaricatum là một loài thực vật có hoa trong họ Hồ tiêu. Loài này được G.Mey. miêu tả khoa học đầu tiên năm 1818.